# Orientabilidade

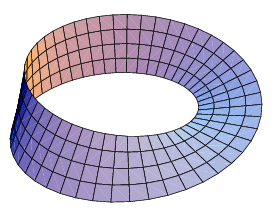
A fita de Möbius é um espaço não orientável

Em matemática, a orientabilidade é uma propriedade das superfícies no espaço euclidiano que mede se é possível fazer uma escolha consistente de vetor normal à superfície em cada ponto. A escolha de um vetor normal permite que se use a regra da mão direita para definir uma direção "horária" dos loops na superfície, necessário para o teorema de Stokes, por exemplo. De modo mais geral, a orientabilidade de uma superfície abstrata, ou variedade, mede se é possível escolher consistentemente uma orientação "no sentido horário" para todos os loops na variedade. De forma equivalente, uma superfície é orientável se uma figura bidimensional no espaço ao percorrer um loop na superfície termine no mesmo local em que começou, sem inverter sua orientação.
A noção de orientabilidade também pode ser generalizada para variedades de dimensões superiores.  Um coletor é orientável se tiver uma escolha consistente de orientação, e um coletor orientável conectado tem exatamente duas orientações diferentes possíveis. Neste cenário, várias formulações equivalentes de orientabilidade podem ser dadas, dependendo da aplicação desejada e nível de generalidade. As formulações aplicáveis a variedades topológicas gerais frequentemente empregam métodos da teoria da homologia, ao passo que, para variedades diferenciáveis, mais estrutura estão presentes, permitindo uma formulação em termos de formas diferenciais. Uma generalização importante da noção de orientabilidade de um espaço é a da orientabilidade de uma família de espaços parametrizados por algum outro espaço (um feixe de fibras) para o qual uma orientação deve ser selecionada em cada um dos espaços que varia continuamente com relação às mudanças em os valores dos parâmetros.

## Superfícies Orientáveis
Uma superfície S no espaço euclidiano R³ é orientável se uma figura bidimensional não pode ser movida ao redor da superfície e de volta para onde começou para que se pareça com sua própria imagem espelhada. Caso contrário, a superfície não é orientável. Uma superfície abstrata (ou seja, uma variedade bidimensional) é orientável se um conceito consistente de rotação no sentido horário pode ser definido na superfície de maneira contínua. Isso quer dizer que um laço girando em uma direção na superfície nunca pode ser continuamente deformado (sem se sobrepor) em um laço girando no sentido oposto. Isso acaba sendo equivalente à questão de saber se a superfície não contém um subconjunto que seja homeomórfico à faixa de Möbius. Assim, para superfícies, a tira de Möbius pode ser considerada a fonte de toda não orientabilidade.
Para uma superfície orientável, uma escolha consistente de "sentido horário" (em oposição ao anti-horário) é chamada de orientação, e a superfície é chamada de orientada. Para superfícies embutidas no espaço euclidiano, uma orientação é especificada pela escolha de uma normal de superfície variável n em cada ponto. Se tal normal realmente existir, então sempre haverá duas maneiras de selecioná-la: n ou −n. De forma mais geral, uma superfície orientável admite exatamente duas orientações, e a distinção entre uma superfície orientada e uma superfície orientável é sutil e freqüentemente nebulosa. Uma superfície orientável é uma superfície abstrata que admite uma orientação, enquanto uma superfície orientada é uma superfície que é abstratamente orientável e tem o dado adicional de uma escolha entre uma das duas orientações possíveis.

### Exemplos
A maioria das superfícies que encontramos no mundo físico são orientáveis. Esferas, planos e toroides são orientáveis, por exemplo. Mas as faixas de Möbius, os planos projetivos reais e as garrafas de Klein não são orientáveis. Todos ele têm, conforme visualizados em 3 dimensões, apenas um lado. O plano projetivo real e a garrafa de Klein não podem ser embutidos em R³, apenas imersos em interseções.
Observe que localmente uma superfície embutida sempre tem dois lados, então uma formiga míope rastejando em uma superfície unilateral pensaria que há um "outro lado". A essência da unilateralidade é que a formiga pode rastejar de um lado da superfície para o "outro" sem passar pela superfície ou virar uma borda, mas simplesmente rastejando longe o suficiente.
Em geral, a propriedade de ser orientável não é equivalente a ter dois lados; no entanto, isso é válido quando o espaço ambiente é orientável.

### Orientação por Triangulação
Qualquer superfície tem uma triangulação: uma decomposição em triângulos de forma que cada aresta de um triângulo seja colada no máximo a uma outra aresta. Cada triângulo é orientado escolhendo uma direção em torno do perímetro do triângulo, associando uma direção a cada aresta do triângulo. Se isso for feito de forma que, quando coladas, as bordas vizinhas apontem na direção oposta, isso determina uma orientação da superfície. Essa escolha só é possível se a superfície for orientável e, neste caso, existem exatamente duas orientações diferentes.

## Orientabilidade de Variedades
Seja M uma variedade n topológica conectada. Existem várias definições possíveis do que significa para M ser orientável. Algumas dessas definições exigem que M tenha uma estrutura extra, como ser diferenciável. Ocasionalmente, n = 0 deve ser transformado em um caso especial. Quando mais de uma dessas definições se aplica a M, então M é orientável sob uma definição se e somente se for orientável sob as outras.

### Orientabilidade de Variedades Diferenciáveis
As definições mais intuitivas requerem que M seja uma variedade diferenciável. Isso significa que as funções de transição no atlas de M são funções C¹. Tais funções admitem um determinante Jacobiano. Quando o determinante Jacobiano é positivo, a função de transição é considerada preservadora da orientação. Um atlas orientado em M é um atlas para o qual todas as funções de transição preservam a orientação. M é orientável se admite um atlas orientado. Quando n> 0, uma orientação de M é um atlas com orientação máxima. (Quando n = 0, uma orientação de M é uma função M → {± 1}.)
A orientabilidade e as orientações também podem ser expressas em termos do feixe tangente. O feixe tangente é um feixe vetorial, portanto, é um feixe de fibras com grupo de estrutura GL (n, R). Ou seja, as funções de transição da variedade induzem funções de transição no feixe tangente que são transformações lineares de fibra. Se o grupo de estrutura pode ser reduzido ao grupo GL+(n, R) de matrizes determinantes positivas, ou equivalentemente se existe um atlas cujas funções de transição determinam uma orientação preservando a transformação linear em cada espaço tangente, então a variedade M é orientável. Por outro lado, M é orientável se e somente se o grupo de estrutura do feixe tangente pode ser reduzido desta forma. Observações semelhantes podem ser feitas para o pacote de quadros.
Outra forma de definir orientações em uma variedade diferenciável é por meio de formas de volume. Uma forma de volume é uma seção de desaparecimento em lugar nenhum ω de ⋀n T ∗ M, a potência externa superior do feixe cotangente de M. Por exemplo, {\displaystyle R^{n}} tem uma forma de volume padrão dada por dx1 ∧ ... ∧ dxn. Dada uma forma de volume em M, a coleção de todos os gráficos U →{\displaystyle R^{n}} para os quais a forma de volume padrão retrocede para um múltiplo positivo de ω é um atlas orientado. A existência de uma forma de volume é, portanto, equivalente à orientabilidade do coletor.
As formas de volume e vetores tangentes podem ser combinados para dar ainda outra descrição de orientabilidade. Se X1, ..., Xn é uma base de vetores tangentes em um ponto p, então a base é dita como destra se ω (X1, ..., Xn)> 0. Uma função de transição preserva a orientação se e apenas se enviar bases destras para bases destras. A existência de uma forma volumétrica implica uma redução do grupo de estruturas do feixe tangente ou feixe da moldura a GL+(n, R). Como antes, isso implica na orientabilidade de M. Por outro lado, se M é orientável, então as formas de volume local podem ser remendadas para criar uma forma de volume global, sendo a orientabilidade necessária para garantir que a forma global não desapareça em lugar nenhum.

## Orientabilidade em superfícies
Uma superfície é não orientável se contém um subconjunto homeomorfo a uma fita de Möbius.